# Najvažnije je biti zdrav
 (juillet 2016).
Albums de Obojeni Program
Ovaj zid stoji krivo
(1991)
Najvažnije je biti zdrav (La nécessité est d'être en bonne santé) est le premier album studio du groupe serbe rock indé/rock alternatif Obojeni Programme (en) publié par le label indépendant croate Search and Enjoy en 1990. L'album est sorti en LP et en format cassette seulemtn et a été rééditée sur CD seulement comme une partie de l'album compilation Obojeni programme consistant en l'essentiel des deux premiers albums studio.

## La liste des pistes
Toutes les musiques et les paroles par Obojeni Programme. 
| No  | Titre                                                                                           | Durée |
| --- | ----------------------------------------------------------------------------------------------- | ----- |
| 1.  | Štipaljka (Clothespin)                                                                          | 3:26  |
| 2.  | To još nisam rekao (I Still Haven't Said It)                                                    | 2:18  |
| 3.  | U tvoj osmeh stane sve (In Your Smile Everything Fits)                                          | 1:45  |
| 4.  | Kosmos u tvom srcu (Cosmos In Your Heart)                                                       | 3:24  |
| 5.  | O, da li? (Oh, Is It?)                                                                          | 3:03  |
| 6.  | Ona je tu! (She is Here!)                                                                       | 3:21  |
| 7.  | Filadelfija (Philadelphie)                                                                      | 2:57  |
| 8.  | Reči same govore (Words Speak for Themselves)                                                   | 3:13  |
| 9.  | Hvala! (Thanks!)                                                                                | 3:20  |
| 10. | Uzmi me! (Take Me!)                                                                             | 2:54  |
| 11. | Kad bi malo...sedam puta...mozak stao (If Only... Seven Times... The Brain Would Stop A Little) | 3:07  |

## Personnel
Le groupe
- Bedov Miroslav — guitare basse
- Radić Robert — batterie
- Bukurov Branislav — guitare
- Babića Branislav "Kebra" — chant
- Žilnik Maša — chant

Personnel supplémentaire
- Momir Grujić "Fleka" — conception [coloration et emballage]
- Branislav Rašić — photographie par
- Dušan Kojić "Koja" — production
- Miroslav Dukić "Geza" — enregistré par